# دوم متوسطي
الدَّوْم أو النخيل القزم أو النخيل الزاحف (الاسم العلمي: Chamaerops humilis) هو جنس من مغطاة البذور في فصيلة النخيليات (عائلة النخيل). اسمه العلمي يعني في اليونانية النخيل الملقى على الأرض. تثمر بذورا صغيرة تشبه حبات الزيتون وتعرف باسم الغار. [بحاجة لمصدر]

## الانتشار

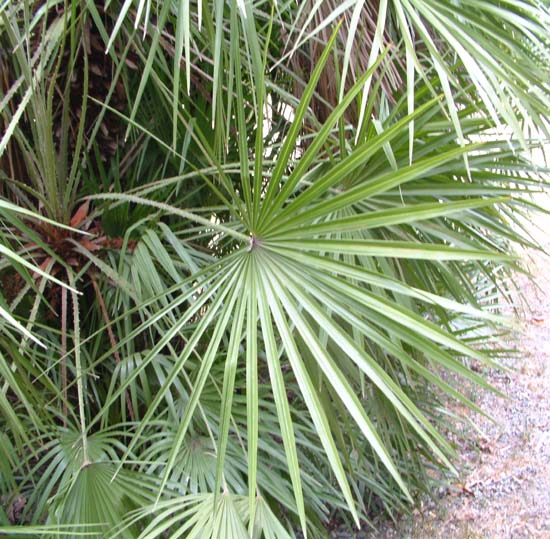
اوراق الدوم المغربي التي تستعمل في الصناعة التقليدية و في حشو الاسرة

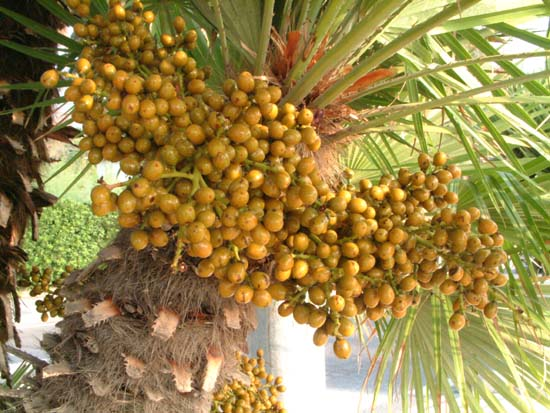
ثمار الدوم المغربي (غير صالحة للاستهلااك)

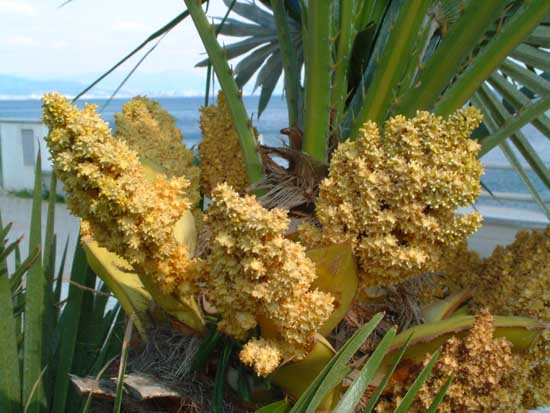
ازهار الدوم المغربي

ينبت بكثرة في سفوح المرتفعات وحتى بعض السهول في تونس وليبيا والجزائر والمغرب وحتى في إسبانيا والبرتغال وفرنسا وإيطاليا واليونان وتركيا. أحيانا يتم الخلط بينه وبين الدوم المشرقيالمنتشر في مصر والشرق الأوسط وأفريقيا المدارية (الصومال، مالي، بوركينا فاسو الخ...) أو الـدوم المصري (دوم طيبة). [بحاجة لمصدر]

## انواعه
انواعه عديدة ومنها: 
- الدوم المتوسطي الأخضر (الاسم العلمي: Chamaerops humilis var. humilis)  أوراقه خضراء [بحاجة لمصدر]
- الدوم المتوسطي أرجونتيا (الاسم العلمي: Chamaerops humilis var. argentea André) يكثر في في تونس والجزائر والمغرب.اوراقه رمادية [بحاجة لمصدر]
- الدوم المتوسطي الشجري (الاسم العلمي: Chamaerops humilis var. arborescens) ويسمى كذلك نخيل غوتة لان الألماني غوتة رآها في حديقة بادوا النباتية بايطالياو كتب عنها وهي نوعية لا تتكاثر من ساقها. [بحاجة لمصدر]
- الدوم المتوسطي البركاني (الاسم العلمي: Chamaerops humilis var. vulcano) أوراقه  كثيفة وسميكة وبدون اشواك. [بحاجة لمصدر]

## استعمالاته
- في الزينة الطبيعية: داخل المنازل أو في الحدائق
- في الصناعة: حيث تستغل خيوط الاوراق الدقيقة لحشو الارائك والاسرة الخ.كما تستغل الأوراق لصناعة أشرطة وحبال وأكياس وأوعية مختلفة وبراذع الحيوانات وهذا بعد جدلها وظفرها وصبغها وهذه الصناعة اليدوية في مهددة بالزوال.
- في التغذية: يستغل قلب النبتة بعد طبغه وتمليحه أو تحليته. [بحاجة لمصدر]

## ألبوم الصور

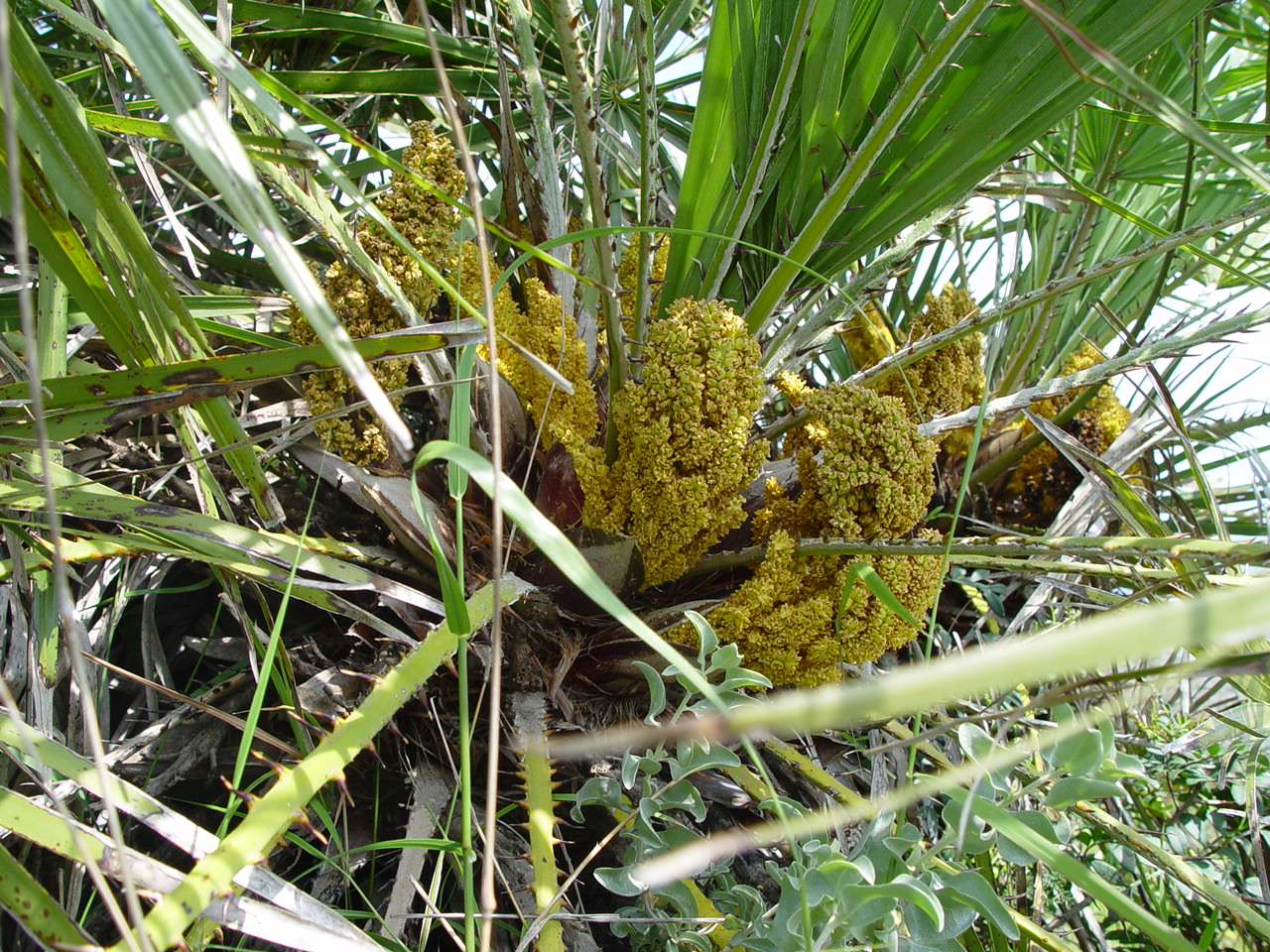
أزهار
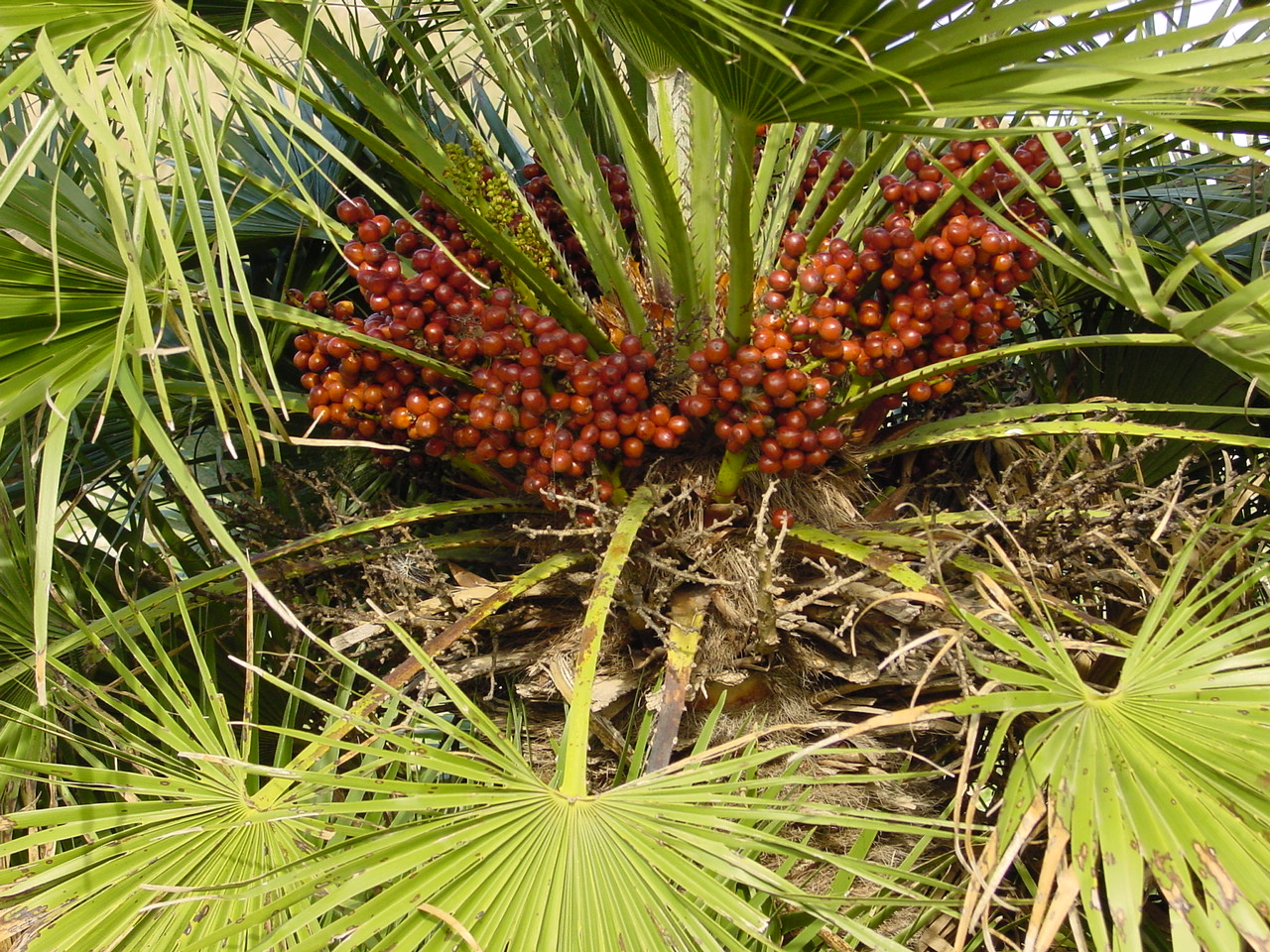
ثمار ناضجة
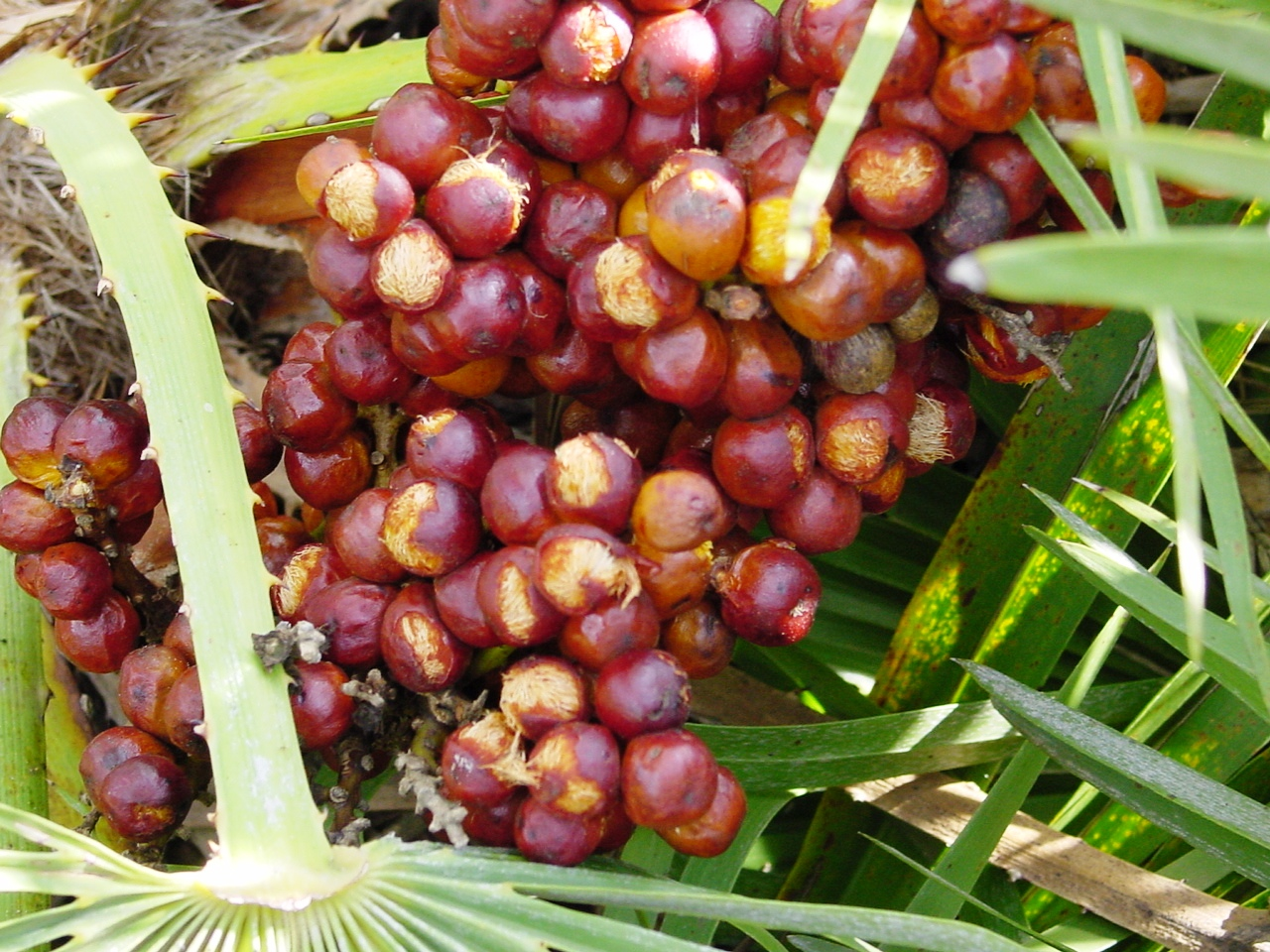
ثمرة ناضجة، الصورة عن قرب
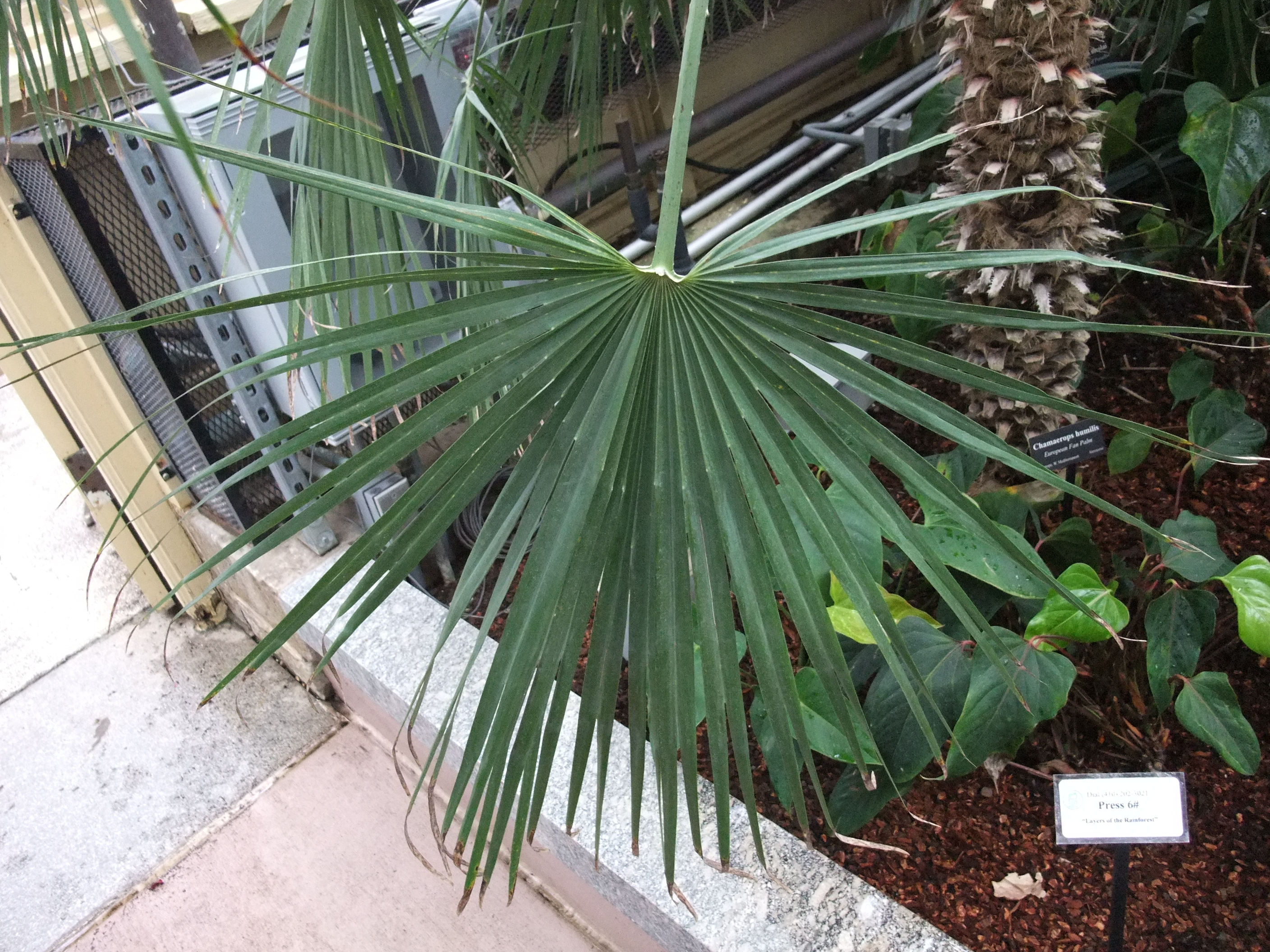
أوراق الكاميروبس.
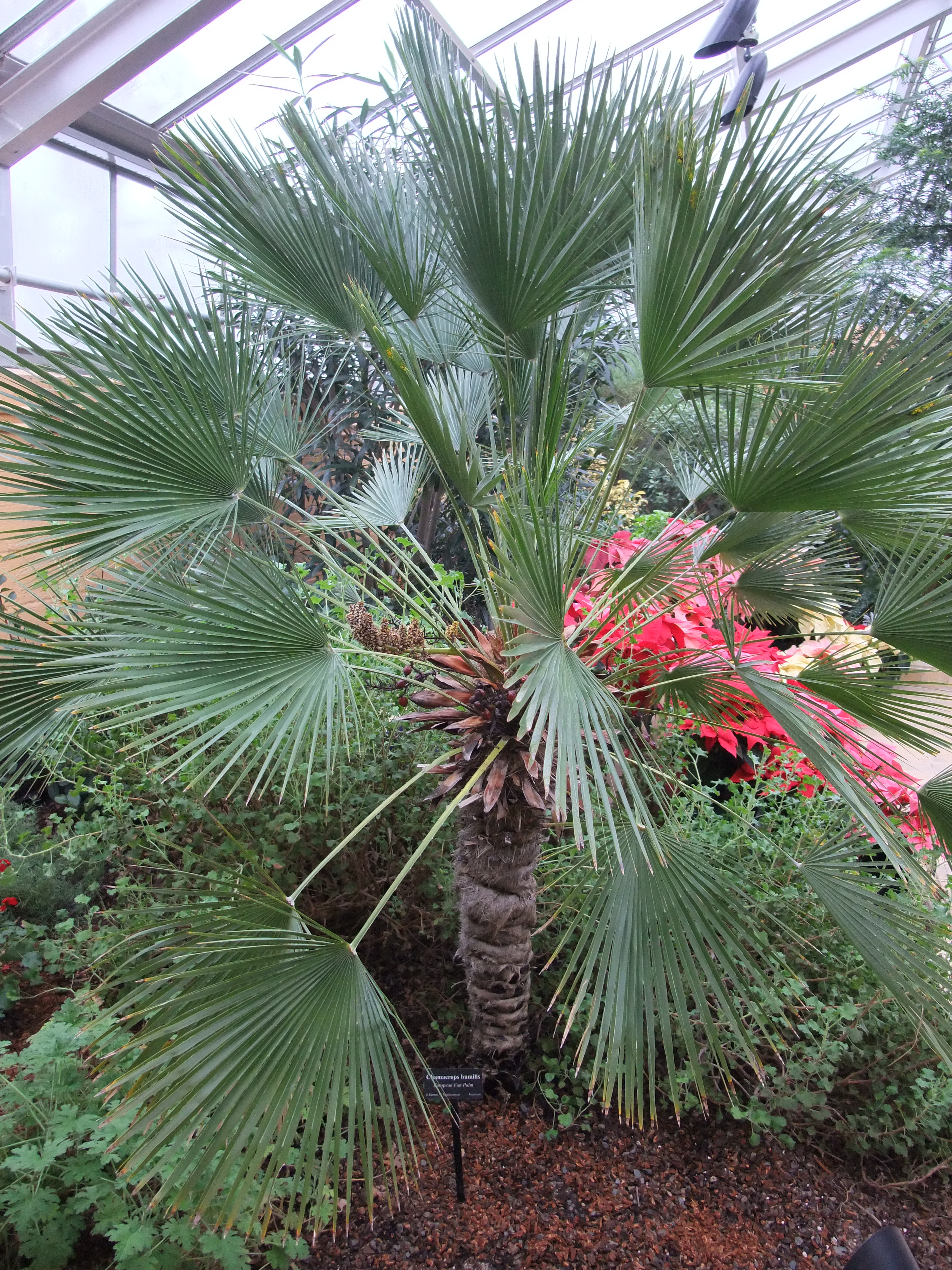
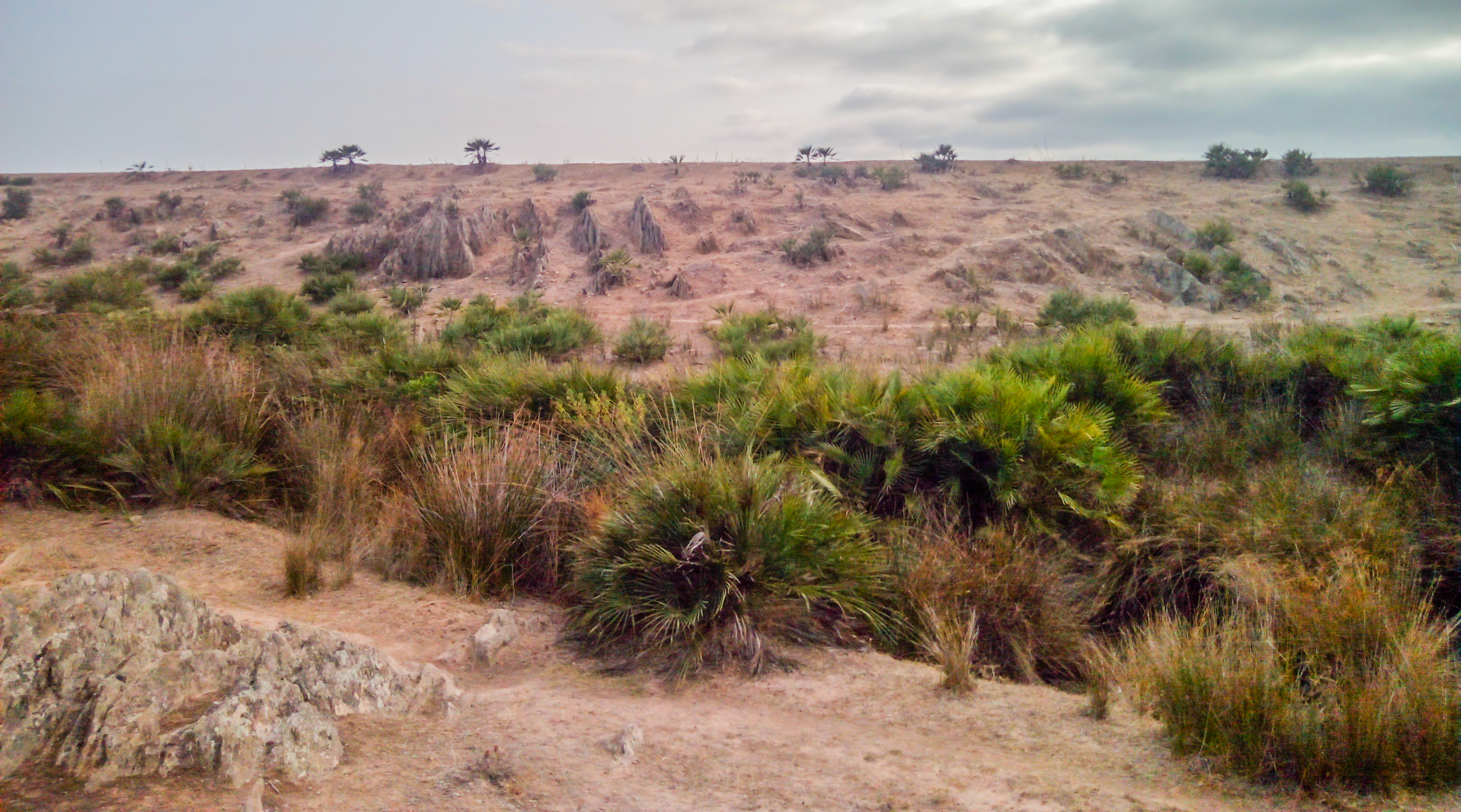
دوم متوسطي بجماعة بوزنيقة بالمغرب.
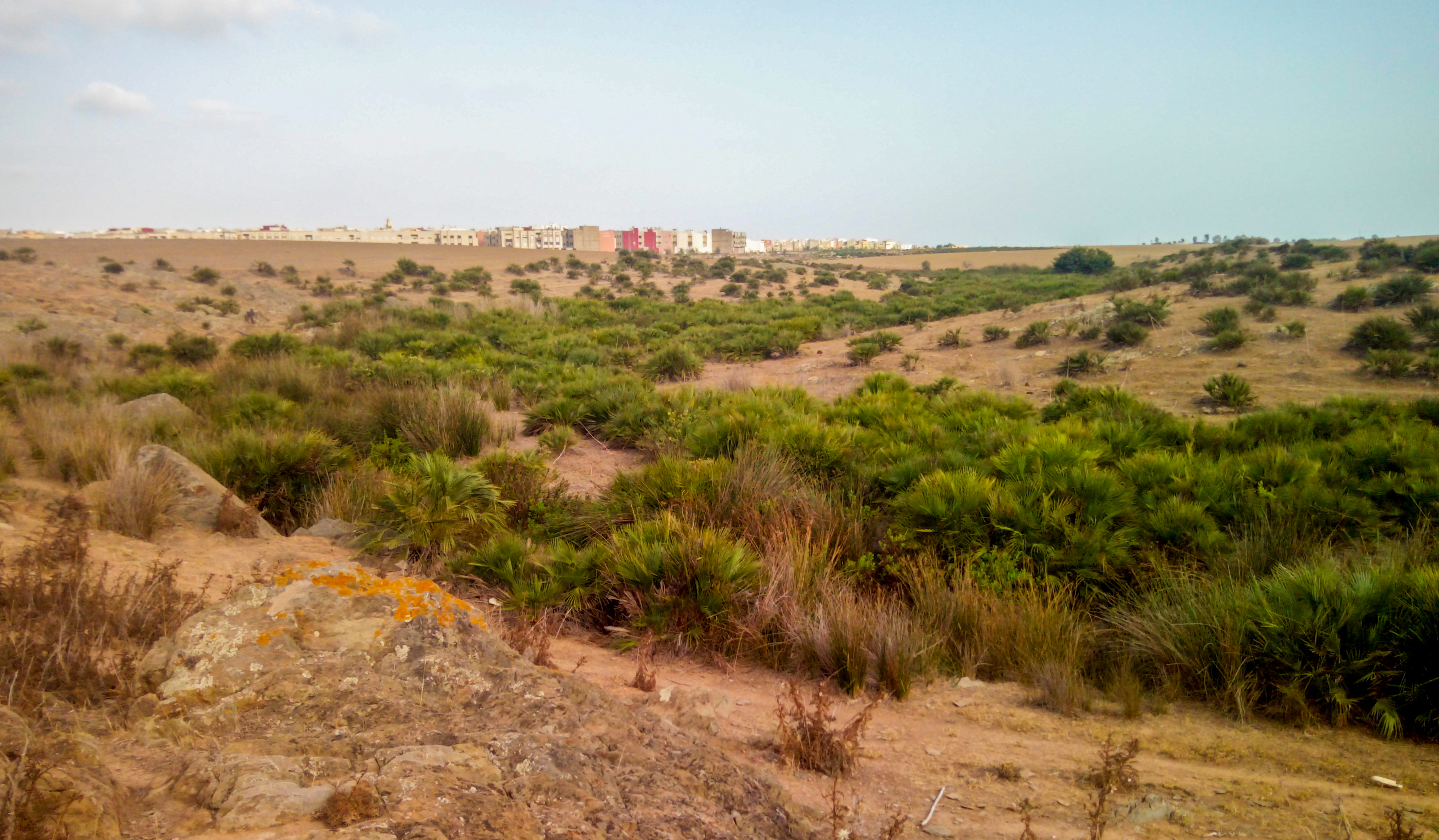
دوم متوسطي بجماعة بوزنيقة بالمغرب.